# Amara castanea
Amara castanea là một loài bọ cánh cứng trong chi Amara thuộc họ Carabidae.